# Ébreuil
Ébreuil is een gemeente in het Franse departement Allier (regio Auvergne-Rhône-Alpes). De plaats maakt deel uit van het arrondissement Montluçon. Ébreuil telde op 1 januari 2022 1.292 inwoners.

## Geografie
De oppervlakte van Ébreuil bedroeg op 1 januari 2022 23,22 vierkante kilometer; de bevolkingsdichtheid was toen 55,6 inwoners per km².
De onderstaande kaart toont de ligging van Ébreuil met de belangrijkste infrastructuur en aangrenzende gemeenten.

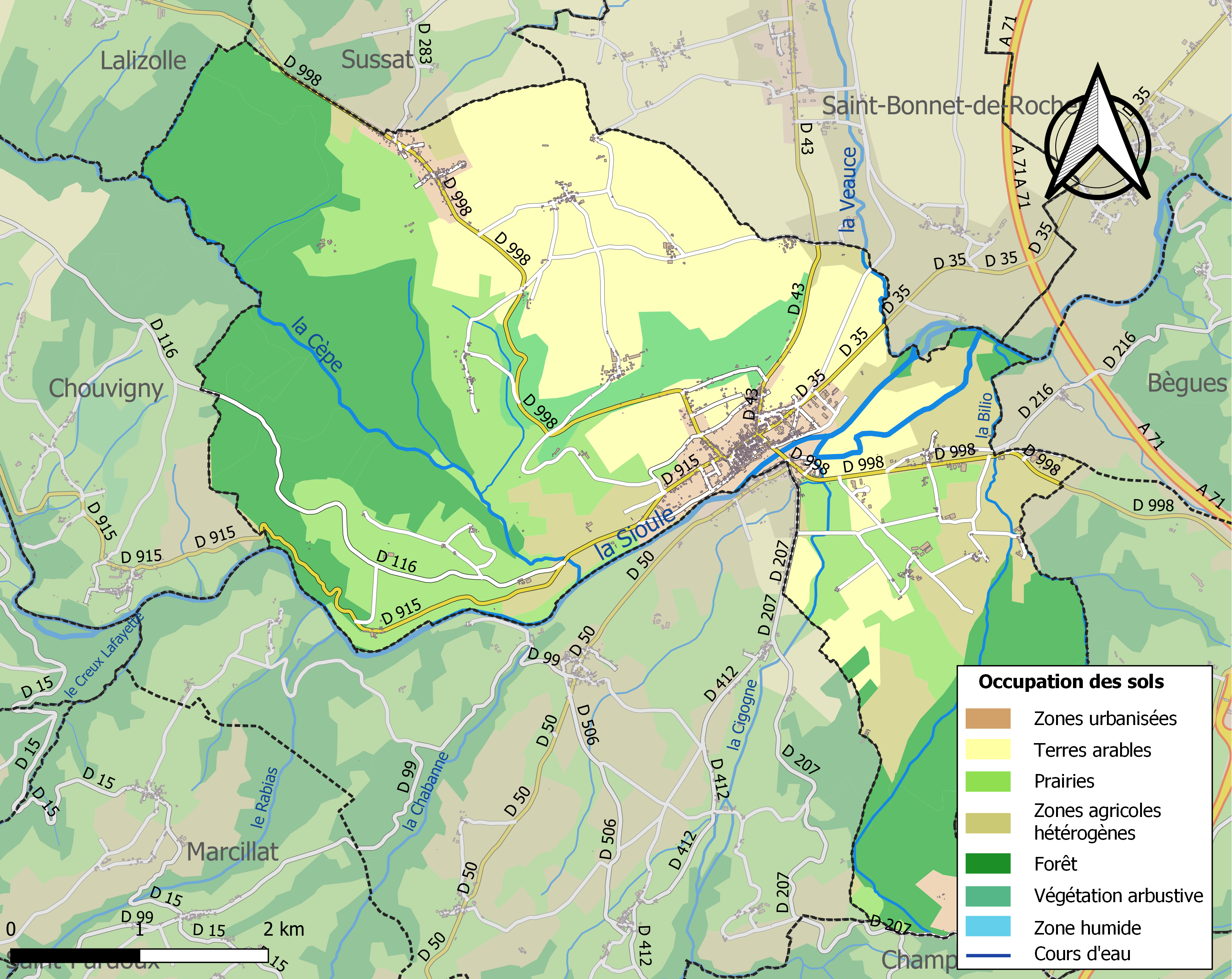

## Demografie
Onderstaande figuur toont het verloop van het inwonertal (bron: INSEE-tellingen).
Vanwege een beveiligingsprobleem met de MediaWiki Graph-software is het momenteel niet mogelijk deze grafiek weer te geven. Zodra de software is bijgewerkt zal de grafiek vanzelf weer zichtbaar worden.

## Erfgoed
De kerk Saint-Léger werd gebouwd tussen de 10e en de 13e eeuw. Boven het dorp staat de 20e-eeuwse kapel Sainte-Foix.